# Astragalus psilacanthus
Astragalus psilacanthus är en ärtväxtart som beskrevs av Pierre Edmond Boissier. Astragalus psilacanthus ingår i släktet vedlar, och familjen ärtväxter.

## Underarter
Arten delas in i följande underarter:
- A. p. pseudopsilocentros
- A. p. psilacanthus